# Michael Dudikoff
Michael Joseph Stephen Dudikoff (Redondo Beach, 8 ottobre 1954) è un attore statunitense, attivo principalmente in film d'azione.

## Biografia
Di padre russo, nasce a Redondo Beach, in California, l'8 ottobre 1954. Diplomato alla Redondo Union High School, studia psicologia infantile all'Harbor College quando viene lanciato come indossatore.
Dalla moglie Belle, sposata nel 2004, ha avuto due figli. Vive tutt'ora nella cittadina natale.

## Carriera
Del 1978 è il suo debutto televisivo, in una puntata della famosa telenovela Dallas. Dopo varie altre apparizioni televisive, come in Happy Days, il suo debutto cinematografico arriva nel 1980 con The Black Marble di Harold Becker.
Seguono piccoli ruoli in film come Tron (1982) e Bachelor Party - Addio al celibato (1984), finché nel 1985 arriva una certa notorietà grazie al ruolo protagonista nel film di arti marziali Guerriero americano, diretto dal regista polacco Sam Fistemberg rimpiazzando Chuck Norris che aveva rifiutato il ruolo.
Il film ha un discreto successo fra gli amanti del genere, e lancia il giovane Dudikoff nel cinema d'azione. Dopo essere diventato una star dei film d'azione, Dudikoff recita nell'adrenalinico film d'azione I cacciatori della notte, mentre l'anno successivo riprende il ruolo del soldato Joe Armstrong nel film Guerriero americano 2 - La sfida. Nel 1988 è protagonista del film bellico La collina dell'onore accanto all'attore Robert F. Lyons mentre nel 1989 è nel cast del film Il fiume della morte accanto a Robert Vaughn e Donald Pleasence. Nel 1990 l'attore recita nel thriller Sulla strada, a mezzanotte accanto a Mark Hamill, fa un cameo nel film Air America con Mel Gibson e Robert Downey Jr. e riprende per l'ultima volta il ruolo del guerriero americano nel quarto capitolo del film intitolato Guerriero americano 4, dove è affiancato dal campione di karate David Bradley. Nel 1991 appare come protagonista nel film Lo scudo umano e sempre in quell'anno recita accanto a Tim Matheson nel film tv The Woman Who Sinned. Nel 1992 è assieme al giovanissimo Stephen Dorff nella commedia d'azione Ti salverò ad ogni costo. 
Nel 1993 gira 22 episodi della serie televisiva d'azione Cobra investigazioni prodotta da Stephen J. Cannell, spin-off della serie Renegade. Nel 1994 è la volta del film d'azione Avamposto cinese accanto a R. Lee Ermey. L'anno successivo lo vediamo nel film fantascientifico Cyberjack-Sfida finale accanto a Brion James. Nel 1996 prende parte a diversi film: Soldier Boyz con Jacqueline Obradors, Due sotto tiro con Lisa Howard, e nel film d'azione Moving Target accanto a Michelle Johnson e Billy Dee Williams. Anche il 1997 lo vede impegnato in diversi film: nel seguito del film Due sotto tiro, Presi di mira, con Tony Curtis e sempre Lisa Howard, nei film Situazione critica, dove recita con Paul Winfield e l'artista marziale Richard Norton, e Agguato in fondo al mare, accanto all'attore tedesco Reiner Schòne e Catherine Bell, e infine nel film western The Shooter accanto a Randy Travis. 
Tra il 1998 e il 1999 recita accanto a Marlee Matlin nel film thriller drammatico Difesa personale, nel film d'azione Uno per tutti con Lee Majors, nel film d'azione Freedom Strike accanto all'attore e cantante rap Tone Lōc, e recita anche nel film d'azione Black Thunder sempre accanto a Catherine Bell e nel film commedia Ringmaster con protagonista Jerry Springer. Nel 1999 è protagonista ancora di altri tre film: Insieme per uccidere con Brennan Elliott, Onda d'urto film d'azione diretto dal regista Fred Olen Ray e sempre diretto dallo stesso regista appare nel film Fugitive mind. Nel 2002 ritorna a recitare nel film di fantascienza Stranded accanto a Ice-T ancora diretto da Fred Olen Ray e nel film Fuoco sulla città diretto da Jym Wynorsky accanto a Tom Arnold. Sempre nel 2002 recita per la prima volta la parte del cattivo nel film catastrofico Gioco nella tempesta accanto a Treat Williams e Susan Walters e infine nel film drammatico Quicksand, diretto da Sam Fistemberg, con Dan Hedaya.
Dal 2002 in poi l'attore non è apparso più in un film o una serie TV. Nel 2009 ha partecipato ad un episodio di CSI: NY come guest star, dove interpreta un padre in cerca della figlia che era stata rapita da un gruppo legato al traffico di schiave sessuali.
Dopo dieci anni di inattivà, nel 2013 torna a recitare con un piccolo ruolo nel film Attacco al potere - Olympus Has Fallen.

## Filmografia

### Cinema
- The Black Marble, regia di Harold Becker (1980)
- Compleanno in casa Farrow (Bloody Birthday), regia di Ed Hunt (1981)
- Making Love , regia di Arthur Hiller (1982)
- Quel giardino di aranci fatti in casa (I Ought to Be in Pictures), regia di Herbert Ross (1982)
- Tron (TRON), regia di Steven Lisberger (1982)
- Fratelli nella notte (Uncommon Valor), regia di Ted Kotcheff (1983)
- Bachelor Party - Addio al celibato (Bachelor Party), regia di Neal Israel (1984)
- Radioactive Dreams, regia di Albert Pyun (1985)
- Guerriero americano (American Ninja ), regia di Sam Firstenberg (1985)
- I cacciatori della notte (Avenging Force), regia di Sam Firstenberg (1986)
- Guerriero americano 2 - La sfida (American Ninja 2: The Confrontation), regia di Sam Firstenberg (1987)
- La collina dell'onore (Platoon Leader), regia di Aaron Norris (1988)
- Il fiume della morte (River of Death), regia di Steve Carver (1989)
- Sulla strada, a mezzanotte (Midnight Ride), regia di Bob Bralver (1990)
- Air America, regia di Roger Spottiswoode (1990)
- Guerriero americano 4 - Distruzione totale (American Ninja 4: The Annihilation), regia di Cedric Sundstrom (1990)
- Lo scudo umano (The Human Shield), regia di Ted Post (1991)
- Eroe per amore (Rescue Me), regia di Arthur Allan Seidelman (1992)
- Avamposto cinese (Chain of Command), regia di David Worth (1994)
- Cyberjack - Sfida finale (Cyberjack), regia di Robert Lee (1995)
- Soldier Boyz, regia di Louis Morneau (1995)
- Due sotto tiro (Bounty Hunters), regia di George Erschbamer (1996)
- Moving Target, regia di Damian Lee (1996)
- Agguato in fondo al mare (Crash Dive), regia di Andrew Stevens (1996)
- Situazione critica (Strategic Command), regia di Rick Jacobson (1997)
- Presi di mira (Bounty Hunters 2: Hardball), regia di George Erschbamer (1997)
- The Shooter , regia di Fred Olen Ray (1997)
- Freedom Strike, regia di Jerry P. Jacobs (1998)
- Onda d'urto (Counter Measures), Fred Olen Ray (1998)
- Reazione immediata (Black Thunder), regia di Rick Jacobson (1998)
- Ringmaster, regia di Neil Abramson (1998)
- Uno per tutti (Musketeers Forever), regia di Georges Chamchoum (1998)
- In Her Defense, regia di Sidney J. Furie (1999)
- Fugitive Mind, regia di Fred Olen Ray (1999)
- Insieme per uccidere (The Silencer), regia di Robert Lee (1999)
- Fuoco sulla città (Ablaze), regia di Jim Wynorski (2001)
- Gioco nella tempesta (Gale Force ), regia di Jim Wynorski (2002)
- Quicksand, regia di Sam Firstenberg (2002)
- Stranded , regia di Fred Olen Ray (2002)
- Attacco al potere - Olympus Has Fallen (Olympus Has Fallen ), regia di Antoine Fuqua (2013)
- The Bouncer , regia di Chico Slimani (2015)
- Navy Seals - Attacco a New Orleans, regia di Stanton Barrett (2015)
- Fury of the Fist and the Golden Fleece, regia di Alexander Wraith (2018)

### Televisione

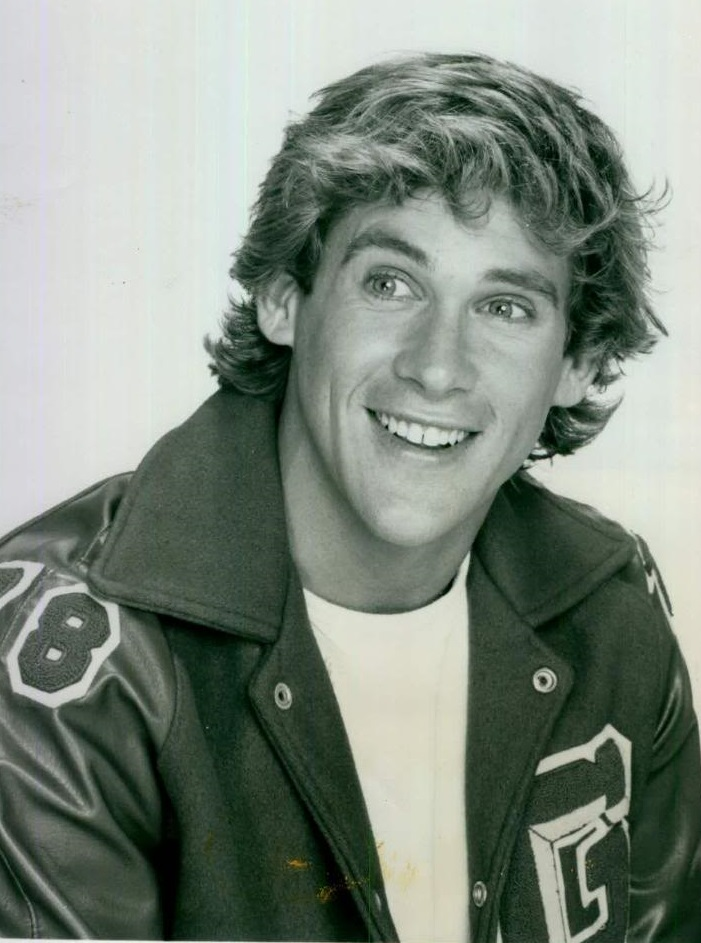
Dudikoff in una foto promozionale della serie TV Star of the Family (1982)

- Dallas – serie TV, episodi 2x11 (1978)
- Out of the Blue – serie TV, episodi 1x2 (1979)
- Happy Days – serie TV, episodi 6x17-7x16 (1979-1980)
- The Best Little Girl in the World, regia di Sam O'Steen – film TV (1981)
- The Grady Nutt Show, regia di Jack Shea – cortometraggio TV (1981)
- Star of the Family – serie TV, 10 episodi (1982)
- La piccola grande Nell (Gimme a Break!) – serie TV, episodi 2x22 (1983)
- Sawyer and Finn, regia di Peter H. Hunt – film TV (1983)
- Young Hearts, regia di Tony Mordente – film TV (1984)
- Nord e Sud II (North and South, Book II) – miniserie TV, 6 episodi (1986)
- Il triangolo del peccato (The Woman Who Sinned), regia di Michael Switzer – film TV (1991)
- Historias de la puta mili – serie TV, 1 episodio (1994)
- Cobra Investigazioni (Cobra) – serie TV, 22 episodi (1993-1994)
- Zombie Break Room – serie TV, 1 episodio (2013)
- Green Valley – serie TV, episodi 1x1 (2019)

## Doppiatori italiani
- Massimo Rossi in Agguato in fondo al mare, Reazione immediata
- Claudio Capone in Guerriero americano
- Luca Ward in Sulla strada, a mezzanotte
- Alberto Angrisano in Gioco nella tempesta
- Loris Loddi in  Cobra Investigazioni